# Thorleif Haug
Thorleif Haug  (Lier, 29 september 1894 - Drammen, 12 december 1934) was een Noors wintersporter.

## Carrière
Haug veroverde tijdens de eerste Olympische Winterspelen drie gouden en één bronzen medaille. Haug won goud bij de Noordse combinatie en bij het langlaufen op de achttien en de vijftig kilometer. Haug zijn drie gouden medailles op één spelen bij de Noordse onderdelen is later door anderen wel geëvenaard maar nooit verbeterd. De gouden medailles van Haug op meerdere disciplines is niet uniek wel bijzonder. Naast Haug wonnen ook Johan Grøttumsbråten (1928) en Ester Ledecká (2018), goud op meerde disciplines tijdens dezelfde spelen. Haug kreeg tijdens de spelen in 1924 ook de bronzen medaille bij het schansspringen uitgereikt. Vijftig jaar later bleek dat Haug eigenlijk als vierde was geëindigd en niet als derde, Haug zijn dochter overhandigde in 1974 de medaille van haar vader aan de zesentachtig jarige Amerikaan Anders Haugen.
Haug won bij de jaarlijkse wedstrijden van de Holmenkollenschans een recordaantal van zesmaal de 50 kilometer en tevens ook driemaal de Noordse combinatiewedstrijd.

## Belangrijkste resultaten

### Langlaufen

#### Olympische Winterspelen
| Editie | Plaats              | Resultaten    |
| ------ | ------------------- | ------------- |
| 1924   | Chamonix-Mont-Blanc | 18 km · 50 km |

### Noordse combinatie

#### Olympische Winterspelen
| Editie | Plaats              | Resultaten  |
| ------ | ------------------- | ----------- |
| 1924   | Chamonix-Mont-Blanc | individueel |

#### Wereldkampioenschappen noordse combinatie
| Jaar | Plaats | Resultaten  |
| ---- | ------ | ----------- |
| 1926 | Lahti  | individueel |

### Schansspringen

#### Olympische Winterspelen
| Editie | Plaats              | Resultaten     |
| ------ | ------------------- | -------------- |
| 1924   | Chamonix-Mont-Blanc | 4e individueel |